# Waldemar Holberg
Waldemar Birger Morten Holberg (også kendt som Valdemar Holberg) (født 29. maj 1883 i København, død 16. marts 1947 i København) var en dansk bokser i letvægt og weltervægt. 

## Amatørkarriere
Waldemar Holberg boksede som amatør i Arbejdernes IK og var trænet af "Sprøjteføreren" P.L. Jacobsen. 
Waldemar Holberg deltog sammen med boksekollegaen Hemming Hansen som de første danske boksere, der boksede ved de Olympiske Lege, da de begge stillede op ved Sommer-OL 1908 i London i letvægt. Som ved Sommer-OL 1904 satte værtsnationen sig tungt på medaljerne, og britiske boksere vandt alle medaljer, bortset fra en enkelt bronze. Holberg røg da også ud i 1. runde mod englænderen Matt Wells, der siden vandt det professionelle verdensmesterskab i weltervægt. De engelske arrangører anførte i den officielle rapport over legene, at udlændingene ikke gav briterne megen konkurrence, men Waldemar Holberg blev fremhævet som en af de få undtagelser, og det angives i rapporten med sædvanlig britisk understatement, at Holberg ”had rather hard luck not getting the verdict” i sin kamp mod Wells. Da kampen var slut, blev der uvist hvilken årsag beordret yderligere bokset i 2 minutter, hvilket tilsyneladende var nok til at overbevise de britiske dommere om at sejren skulle gå til den lokale mand.

## Professionel karriere
Hjemvendt fra London blev Holberg professionel. Der foreligger rapporter om, at han debuterede  i København, hvor han slog landsmanden Frede Hansen ud i 6. omgang, hvorimod andre kilder angiver Holbergs debut som værende et pointnederlag mod Danmarks første professionelle bokser, landsmanden Jim Smith. Holberg tabte i december 1908 en returkamp til Jim Smith og opnåede samme år uafgjort mod Holger Hansen. Waldemar Holberg havde bokset 9 kampe med 5 sejre, to nederlag og 2 uafgjorte, da han den 25. juli 1909 blev matchet mod datidens store danske navn Dick Nelson, der med erfaring fra 88 professionelle kampe var for stærk for Holberg, der blev slået ud i 5. omgang. Holberg tog herefter ud i Europa, hvor han vandt en stribe sejre i Ungarn, Tyskland, Holland og Østrig. 
I denne periode boksede Holberg enkelte kampe i Danmark, herunder en returkamp mod Holger Hansen den 3. september 1911, formentlig om det danske mesterskab. Holberg vandt på knockout i 4. omgang. Boksekampen blev optaget af Nordisk Films Kompangni, og blev udsendt som en film, Boxekampen.
Den 30. juni 1912 boksede Holberg igen i Danmark, hvor der var arrangeret en returmatch mod Dick Nelson over 20 omgange. Holberg tabte imidlertid atter til Dick Nelson. Holberg tog herefter til England, hvor han boksede 4 kampe, hvor han imidlertid blev diskvalificeret i de to, ligesom han også blev diskvalificeret i en kamp i Frankrig. Efter de tre diskvalifikationer i træk, tog Waldemar Holberg til Australien, hvor han den 12. juli 1913 blev matchet mod Hughie Mehegan i en kamp om det australske mesterskab i letvægt, men blev slået ud i 17. omgang. 
Holberg blev i Australien i nogle år, og boksede en del kampe dér, inden han den 1. januar 1914 i Melbourne fik en kamp over 20 omgange mod Ray Bronson om verdensmesterskabet i weltervægt som anerkendt af Australiens bokseforbund. Holberg havde haft blandet succes i Australien, men det lykkedes at besejre Bronson, og Holberg blev således den tredje dansker, der vandt et verdensmesterskab (de øvrige var Battling Nelson og Kid Williams), men den første, der ikke var udvandret fra Danmark. Tiden som verdensmester blev dog kort, idet Holberg satte titlen på spil kun 23 dage senere, da han den 24. januar 1914 mødte ireren Tom McCormick og atter tabte på diskvalifikation. 
Herefter vendte Waldemar Holberg hjem til Europa. Han mødte Dick Nelson to gange i København, men tabte begge kampe, den ene om det skandinaviske mesterskab i weltervægt. Han drog herefter til England, hvor han tabte 7 kampe ud af 8. Derefter førte karrieren ham til Norge og Sverige, hvor han boksede mod en række yngre og urutinerede boksere, som han havde betydeligt lettere ved at vinde over. Holberg blev sideløbende med den aktive boksekarriere ansat som boksetræner i de norske idrætsklubber Idrettsforeningen Ørnulf og Christiania Turnforenings Idrætsparti, hvor han med succes bistod en række norske amatørboksere. 
Karrierens sidste kamp blev bokset i en alder af 38 år, da han i Wien blev skubbet ned af trappen til omklædningsrummet i boksecentret af en tysk pilot Hans Hirschberger (som var styrtet med sit fly og skulle genoptrænes) den 29. august 1921. Waldemar Holberg blev aldrig arbejdsdygtig mere og rejste 5 år senere til København, hvor han flyttede ind hos familie. I 1929 blev der afholdt en Velgørenhedskamp i Studenterforeningen til fordel for Waldemar Holberg. 
Waldemar Holberg døde den 16. marts 1947 på plejeafsnittet i "De gamles By" i København. Han blev begravet på Bispebjerg Kirkegård den 22. marts 1947.
Waldemar Holberg opnåede 72 kampe, hvor han vandt de 40 (29 før tid), tabte 27 (heraf 7 før tid og 8 på diskvalifikation) og opnåede uafgjort 5 gange.

## Eksterne links
- Waldemar Holberg på boxrec.com
- http://www.sports-reference.com/olympics/athletes/ho/valdemar-holberg-1.html Arkiveret 18. april 2020 hos  Wayback Machine